# Cydippida
Ordre
Les Cydippida sont un ordre de cténophores de la classe des Tentaculata. 

## Liste des familles et genres
Selon World Register of Marine Species (24 novembre 2015) :

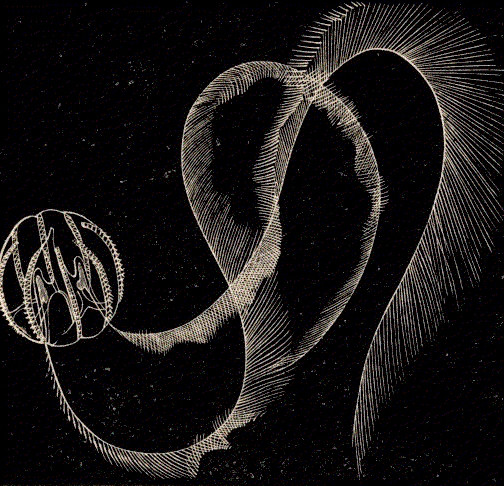
Pleurobrachia pileus et ses tentacules bien visibles.

- famille Aulacoctenidae Lindsay & Miyake, 2007
- famille Bathyctenidae Mortensen, 1932 (emend. Lindsay & Miyake, 2007)
- famille Cryptocodidae Leloup, 1938
- famille Ctenellidae C. Carré & D. Carré, 1993
- famille Dryodoridae Harbison, 1996
- famille Euchloridae
- famille Euplokamididae Mills, 1987
- famille Haeckeliidae Krumbach, 1925
- famille Lampeidae Krumbach, 1925
- famille Mertensiidae L. Agassiz, 1860
- famille Pleurobrachiidae Chun, 1880
- famille Pukiidae Gershwin, Zeidler & Davie, 2010
- Cydippida incertae sedis

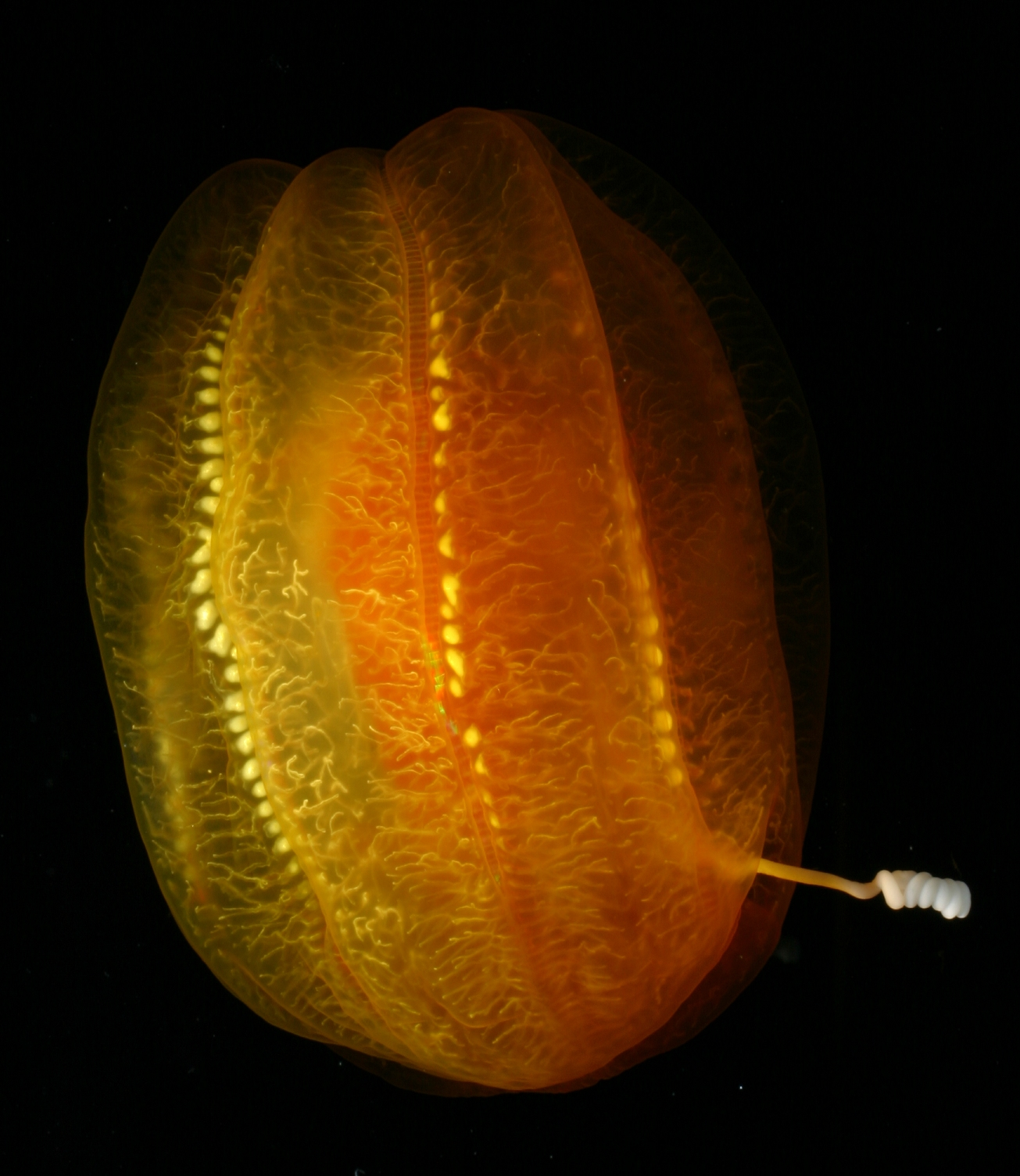
Aulacoctena sp. (Aulacoctenidae).
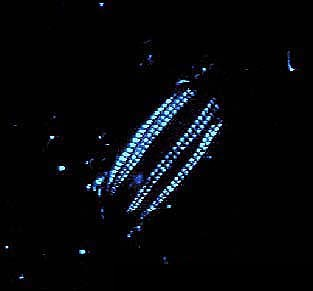
Euplokamis sp. (Euplokamididae).
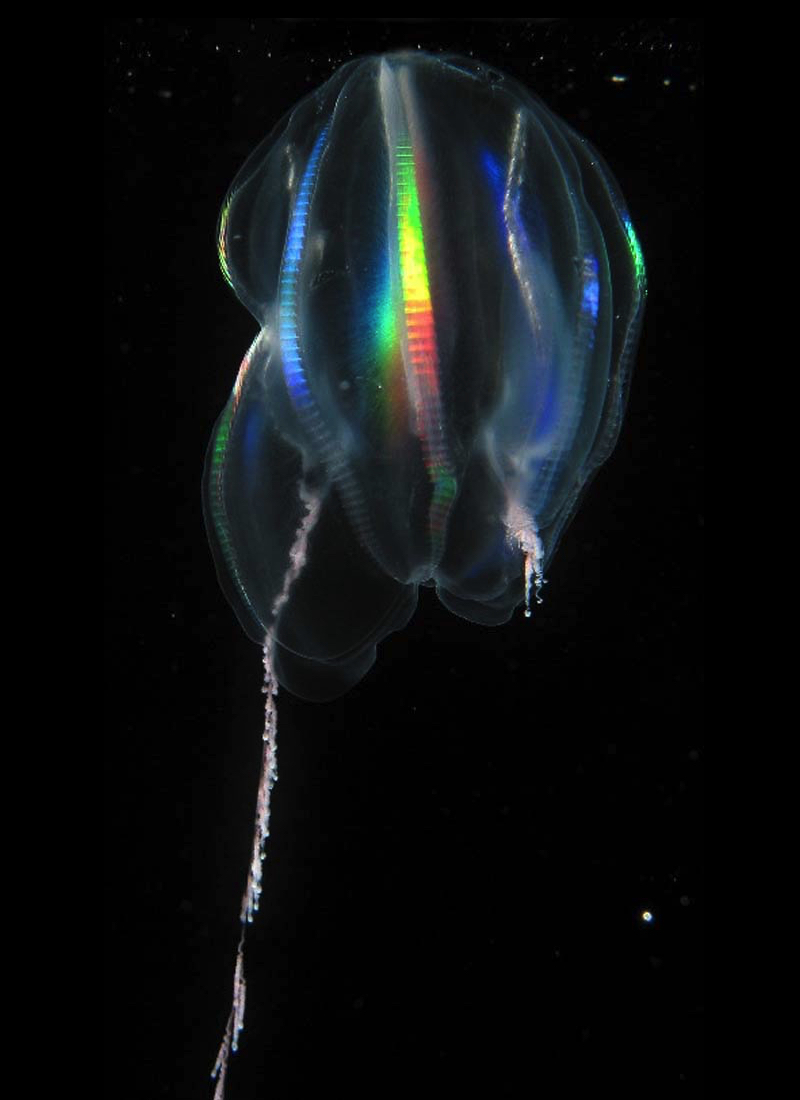
Mertensia ovum (Mertensiidae).
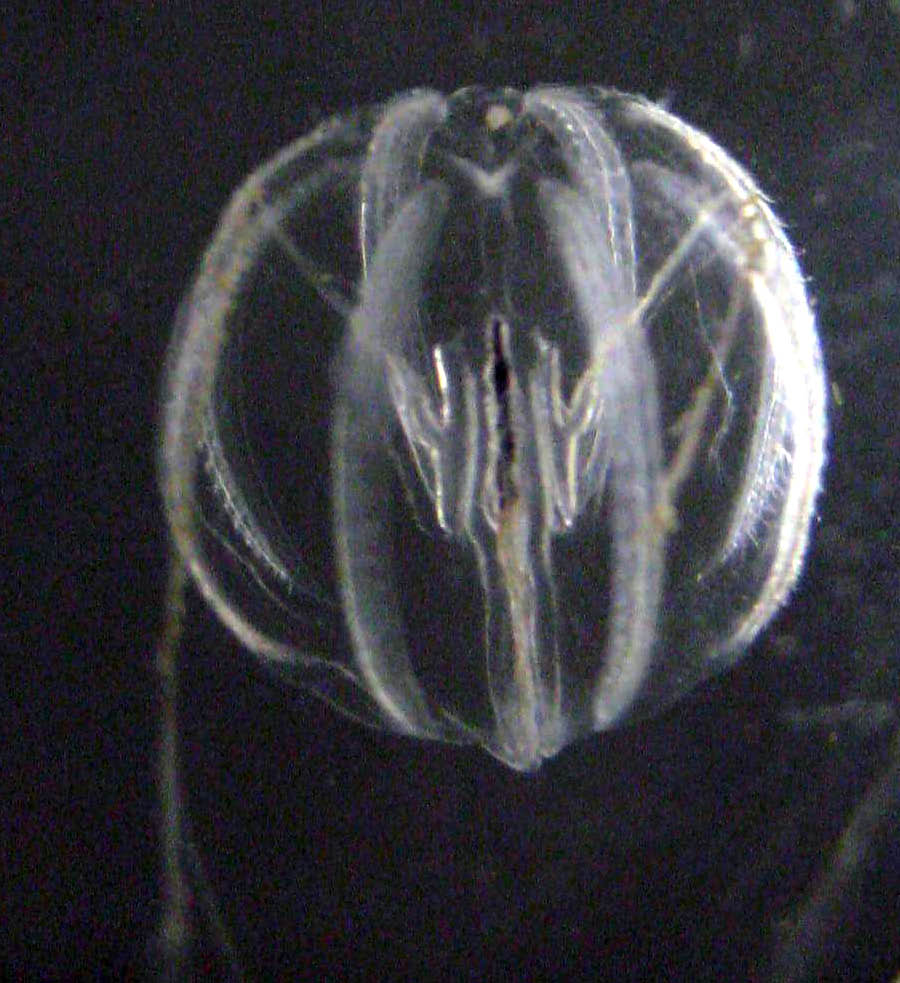
Pleurobrachia bachei (Pleurobrachiidae).